# Инфицирующая доза
Инфици́рующая до́за (заражающая доза, доза заражения, доза-эффект) — наименьшее количество патогена, которое может вызвать развитие инфекции у организма, чувствительного к данному патогену.
- При попадании в организм меньшего количества патогена, чем ИД — заболевание может не возникнуть вообще, либо будет протекать в легкой форме.
- При попадании патогена в количестве, большем, чем ИД — вероятность заражения резко возрастает и протекание болезни обычно более тяжелое.

Для измерения обычно используется «50%-я инфицирующая доза» (ИД 50) — то есть инфицируется 50 % экспериментальных особей. При этом обычно указывается способ введения (заражения). Например «воздушно-капельный» для вирусов гриппа и ОРВИ.

## Вероятность инфицирования
Вероятность инфицирования некого организма некоторым вирусом зависит от нескольких факторов:
- Свойств организма — состояние иммунитета, иногда группы крови и т. п.
- Свойств вируса — способности данного инфекционного агента (штамма микроорганизма или вируса) заражать данный организм (см. вирулентность)
- Способа введения данного патогена, способа передачи — воздушно-капельный, слизистые оболочки организма и т. п. (см Механизм передачи инфекции)
- Концентрации патогена в вводимом субстрате или в окружающем пространстве.

При прочих равных условиях, меньшая концентрация патогена в окружающей среде соответствует более лёгкому протеканию болезни, более мягким симптомам и более быстрому выздоровлению. Чем выше концентрация патогена в среде, тем выше вероятность заражения, тем дольше и тяжелее протекает болезнь.

## Инфицирующие дозы
Инфицирующие дозы некоторых заболеваний:
- Холера — около 10 000 000 вибрионов[2][неавторитетный источник]
- Дизентерия (МИД): Sh. dysenteriae ≈ 10, Sh. flexneri (подсеровар 2a) ≈ 102, Sh. sonnei ≈ 107 мт[3]
- ВИЧ-инфекция — около 10 000 вирионов[источник не указан 1926 дней]
- Гепатит B — около 100 вирионов[источник не указан 1926 дней]
- Норовирус ("желудочный грипп") — 10-100 вирионов[4]
- Чума — 1 бактерия[источник не указан 1926 дней]
- SARS-CoV-2 - точное количество частиц для дозы коронавируса, вызывающего заболевание COVID-19 неизвестно, предположительно, речь идет о тысячах или   о десятке тысяч частиц. Если заражение происходит при столкновении с большой дозой, то болезнь может пройти тяжелее.[5]

## Практическое применение
Для уменьшения вероятности заражения, более быстрого выздоровления и более легкого протекания болезни применяют различные методы, уменьшающие концентрацию вирусов в среде (Дезинфекция). Например:
- Физическое удаление вирусов из среды или с поверхности:
  - Влажная уборка (физическое удаление вирусов с поверхности)
  - Проветривание помещений (уменьшение концентрации вирусов в замкнутом пространстве помещения)
- Уничтожение или снижение активности (вирулентности) вирусов:
  - кипячение,
  - обработка УФ,
  - обработка дезинфицирующими веществами (например, формальдегид, гипохлорит натрия, хлоргексидин и др.)
- Барьерные методы:
  - Маски для защиты органов дыхания (в случае гриппа, ОРВ и других вирусов, передающихся воздушно-капельным путем)
  - Повязки на раны
- и т. п.